# Kukuljanovo
Kukuljanovo és una vila de Croàcia que es troba al comtat de Primorje - Gorski Kotar, i pertany al municipi de Bakar. Hi ha una de les zones industrials més extenses del país.